# Niilo Yli-Vainio
Niilo Yli-Vainio, född 23 februari 1920 i Alahärmä, död 16 november 1981 i Vittoria, var en finländsk  väckelsepredikant.
Yli-Vainio verkade från 1940-talet fram till mitten av 1970-talet som väckelsepredikant för pingstvännerna, men vann anhängare även inom den evangelisk-lutherska kyrkan. Sedan han 1978 börjat med handpåläggning och helbrägdagörelse, blev hans väckelsemöten ytterst välbesökta. Han utgav även ett antal böcker som blev försäljningssuccéer. Fenomenet Yli-Vainio har blivit ett föremål för forskningen.
Väckelsepredikanten Niilo Yli-Vainio satte sin prägel på Finlands religiösa liv på 70- och 80-talet. Pingstpredikanten Yli-Vainios möten samlade mycket folk och blev en väckarklocka för både lutheraner och frikyrkliga.